# Selisjte
Selisjte (bulgariska: Селище) är ett distrikt i Bulgarien.   Det ligger i kommunen Obsjtina Blagoevgrad och regionen Blagoevgrad, i den västra delen av landet, 80 km söder om huvudstaden Sofia.
Omgivningarna runt Selisjte är en mosaik av jordbruksmark och naturlig växtlighet. Runt Selisjte är det ganska glesbefolkat, med 43 invånare per kvadratkilometer.